# 左 (姓)
左（さ）は、漢姓の一つ。

## 中国の姓
2020年の中華人民共和国の統計では人数順の上位100姓に入っておらず、台湾の2018年の統計でも161番目に多い姓で、3,507人がいる。

### 著名な人物
- 左慈 - 後漢末期の方士。
- 左思 - 西晋の文学者。
- 左棻 - 西晋の武帝司馬炎の妃（側室）
- 左良玉 - 明・南明の将軍。
- 左宗棠 - 清朝末期の政治家。湖南省湘陰県の人。

## 朝鮮の姓
左（さ、チャ、チョワ、朝: 좌）は、朝鮮人の姓の一つである。2015年の韓国の国勢調査による人口は3,378人。うち大半は済州島にいる。

### 著名な人物
- 左承喜（朝鮮語版） - 韓国の経済学者。
- 左峻協（朝鮮語版） - 韓国のサッカー選手。

### 氏族
| 氏族（地域） | 創始者                                 | 人数（2015年） |
| ------------ | -------------------------------------- | -------------- |
| 仁同左氏     |                                        | 11             |
| 済州左氏     | 中国の元朝で天官侍郎を務めていた左亨蘇 | 55             |
| 清州左氏     | 左亨蘇                                 | 3,280          |